# Dekanat I – Trójcy Świętej w Będzinie
Dekanat Przenajświętszej Trójcy w Będzinie – dekanat diecezji sosnowieckiej.
Składa się z parafii:
- Przenajświętszej Trójcy (Śródmieście)
- Parafia św. Barbary w Będzinie
- Parafia św. Jana Chrzciciela w Będzinie
- Parafia Nawiedzenia Najświętszej Maryi Panny w Będzinie
- Parafia Najświętszego Serca Pana Jezusa w Będzinie (Ksawera)
- Parafia św. Alberta Chmielowskiego w Będzinie (Warpie/Śródmieście)
- Parafia św. Siostry Faustyny w Będzinie

Dziekan – ks. kan. Andrzej Stępień, proboszcz par. Trójcy Przenajświętszej w Będzinie.